# Молочна (Кушвинський міський округ)
Моло́чна (рос. Молочная) — присілок у складі Кушвинського міського округу Свердловської області.
Населення — 4 особи (2010, 12 у 2002).
Національний склад станом на 2002 рік: росіяни — 100 %.